# Jim Rathmann
Jim Rathmann (rojen kot Richard Rathmann), ameriški dirkač, * 16. julij 1928, Valparaiso, Florida, ZDA, † 23. november 2011, Melbourne, Florida.
Med letoma 1949 in 1963 je sodeloval na prestižni dirki Indianapolis 500, ki je med sezonami 1950 in 1960 štela tudi za točke prvenstva Formule 1, in zmagal leta 1960. Ob tem je dosegel še tri druga mesta v letih 1952, 1957 in 1959. Leta 1958 je zmagal na Dirki dveh svetov.